# Imperializm ekologiczny

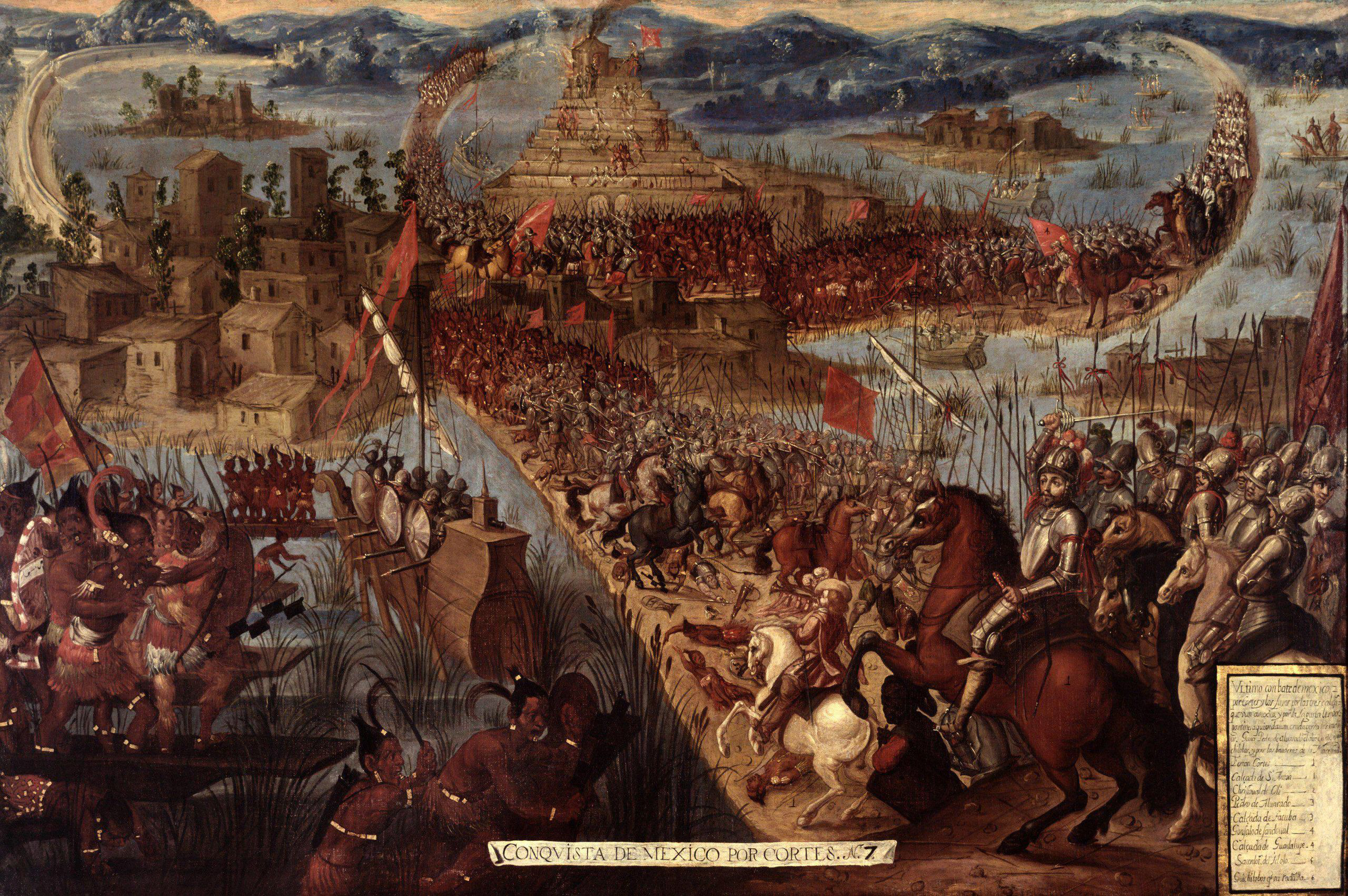
Obraz przedstawiający hiszpański podbój Tenochtitlán w 1521.

Ekologiczny imperializm (ang. ecological imperialism), ekoimperializm – termin ukuty przez Alfreda Crosbiego, określający stwierdzenie, że europejscy kolonizatorzy i osadnicy mogli osiągnąć skuteczny podbój zamorskich terytoriów dzięki nieumyślnemu lub umyślnemu wprowadzeniu do lokalnych ekosystemów nowej fauny, flory, czy też chorób. Przykładem takiej choroby jest ospa prawdziwa, nieznana w Amerykach przed przybyciem Krzysztofa Kolumba w 1492 roku. Epidemia ospy prawdziwej pozwoliła konkwistadorowi Hernánowi Cortés w zdobyciu Tenochtitlán, stolicy Imperium Azteków, poprzez uśmiercenie około 40% mieszkańców miasta w 1520. Innym przykładem może być epidemia grypy na Haiti, która w okresie od 1493 do 1548 była jednym z kluczowych czynników (obok epidemii ospy prawdziwej oraz wykorzystywania rdzennej ludności przez kolonizatorów) odpowiadającym za zmniejszenie populacji rdzennego narodu Taino z co najmniej sześćdziesięciu tysięcy do mniej niż pięciuset w 1548.
Przypuszcza się, że ospa prawdziwa uśmierciła od 40 do 50 milionów mieszkańców obu Ameryk.